# もっとあなたと! COLORFUL PALETTE
『もっとあなたと! COLORFUL PALETTE』（もっとあなたと カラフルパレット）は、エフエム大分で毎週月曜 - 金曜 16:00 - 16:55（日本標準時）、大分放送運営のOBSラジオで毎週土曜・日曜 14:30 - 15:55 → 15:00 - 15:55（日本標準時）に放送されていたラジオ番組。

## 概要
パークプレイス大分内には、エフエム大分とOBSラジオが共用しているラジオスタジオ「スタジオサラン」があり、ここからエフエム大分制作の『Pp St.』（月曜 - 金曜 16:00 - 16:55）とOBSラジオ制作の『公園通り西2丁目』（土曜・日曜 14:30 - 15:55）が放送されていた。
その後、2008年4月25日にパークプレイス大分内に新しいエリア「マグノリアコート」がオープンするのに先駆け、同年4月24日にエフエム大分が本番組平日版の放送を開始。そして2日後の4月26日には、OBSラジオも本番組土日版の放送を開始した。これにより、局をまたぐ形で一週間通して放送される帯番組が大分に誕生した。なお大分放送は、大分合同新聞社と並ぶエフエム大分の大株主である。
番組は、『Pp St.』や『公園通り西2丁目』と同様にスタジオサランからの生放送を行っていた。放送時間も『Pp St.』や『公園通り西2丁目』と同じであったが、OBSラジオで放送される土日版は2009年秋の改編で30分縮小された。
2018年3月30日をもってエフエム大分制作分の放送が終了し、その翌日の3月31日には番組自体も終了した。OBSラジオで放送された最終回では、各曜日担当のパーソナリティ7名が一堂に会してのスペシャル放送が行われた。

## 番組終了時点でのパーソナリティ
【月曜 - 金曜：エフエム大分】
- （月）猪野ゆりか
- （火）クボタヨシフミ
- （水）藤林唯
- （木）岩崎朋美
- （金）大野タカシ

【土曜・日曜：OBSラジオ】
- （土）牧貴宏
- （日）松崎沙織

## コーナー
友達から友達へ「フレンド・パレット」

## リクエスト受付
平日版と土日版とでは放送局が異なるため、番組へのリクエストに用いるメールアドレスもエフエム大分宛てのものとOBSラジオ宛てのものが用意されていた。その一方で、FAXの送信先は平日版・土日版ともに同じであった。